# Otis Gibbs
Otis Gibbs (febbraio 1966) è un cantautore statunitense di genere alt-country, che ha pubblicato in maniera indipendente numerosi album, a partire dal 2002.

## Biografia
Gibbs è cresciuto a Wanamaker, un piccolo quartiere nei sobborghi di Indianapolis, in Indiana. Il suo approccio con la musica, come ricorda egli stesso, avvenne quando era un ragazzo, allorché un amico di sua zia che avrebbe dovuto badare a lui lo portò in un saloon lì vicino per guadagnare qualche soldo suonando il piano.
Gibbs ha lavorato per più di 10 anni in qualità di contadino in Indiana, seminando un numero di alberi che secondo lui supera i 7000.

## Carriera musicale
Le canzoni di Gibbs parlano della vita di tutti i giorni. Egli è stato paragonato a Woody Guthrie, Tom T. Hall, Kris Kristofferson e Townes Van Zandt. Il sito web Saving Country Music lo descrive come un "cantastorie dei cantastorie", con uno "spirito indipendente".
Il suo album più recente, "Souvenirs of a Misspent Youth", è stato descritto come "il suo lavoro più piacevole, diretto e artistico" dal The Tennessean. Alan Harrison di No Depression rimarca che "The Darker Side of Me" è il tipo di canzone che Johnny Cash potrebbe voler registrare in studio.
Billy Bragg ha inserito la canzone "The Peoples Day" in una lista intitolata "Top Five Songs with Something to Say", "Le Migliori Cinque Canzoni che hanno Qualcosa da Raccontare", pubblicata sul Wall Street Journal. Andy Gill di The Independent ha scritto che "nel messaggio di Gibbs c'è qualcosa di autentico e passionale che in qualche modo pulisce e deterge grazie alla sua purezza.

### Discografia
| Anno | Titolo                        | Etichetta          |
| ---- | ----------------------------- | ------------------ |
| 2002 | 49th and Melancholy           | Flat Earth Records |
| 2003 | Once I Dreamed of Christmas   | Benchmark          |
| 2004 | One Day Our Whispers          | Benchmark          |
| 2008 | Grandpa Walked a Picketline   | Wanamaker          |
| 2010 | Joe Hill's Ashes              | Wanamaker          |
| 2012 | Harder Than Hammered Hell     | Wanamaker          |
| 2014 | Souvenirs of a Misspent Youth | Wanamaker          |
| 2016 | Mount Renraw                  | Wanamaker          |

## Altre attività
Gibbs ha registrate oltre 100 podcast sotto il titolo “Thanks for Giving a Damn”. Si tratta di interviste varie con musicisti famosi. I podcast includono conversazioni con Mando Saenz, Ramsay Midwood, Jim White, Dilbert McClinton e Amy Lashley. I podcast sono stati inclusi nelle collezioni di iTunes “New And Noteworthy” e “What's Hot”.

## Vita privata
Gibbs vive a East Nashville, Tennessee con sua moglie Amy Lashley, cantautrice e autrice di libri per l'infanzia.